# Gyula Kabos
Gyula Kabos [ˈɟulɒ ˈkɒboʃ] (* 18. März 1887 in Budapest, Österreich-Ungarn; † 6. Oktober 1941 in New York City, New York, USA) war ein berühmter ungarischer Filmkomiker der 1930er Jahre.

## Leben

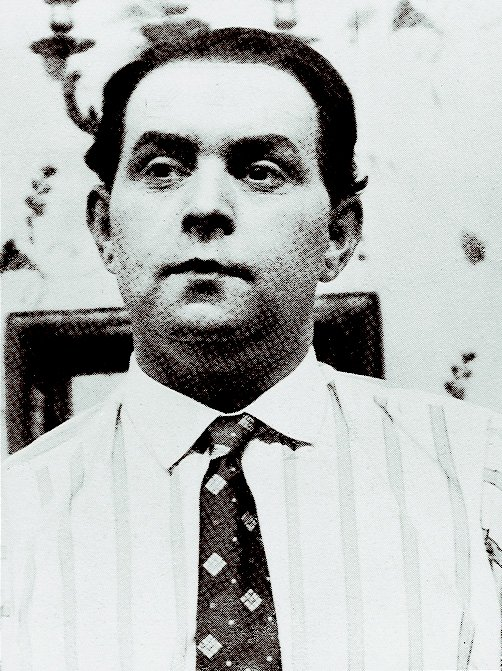
Gyula Kabos

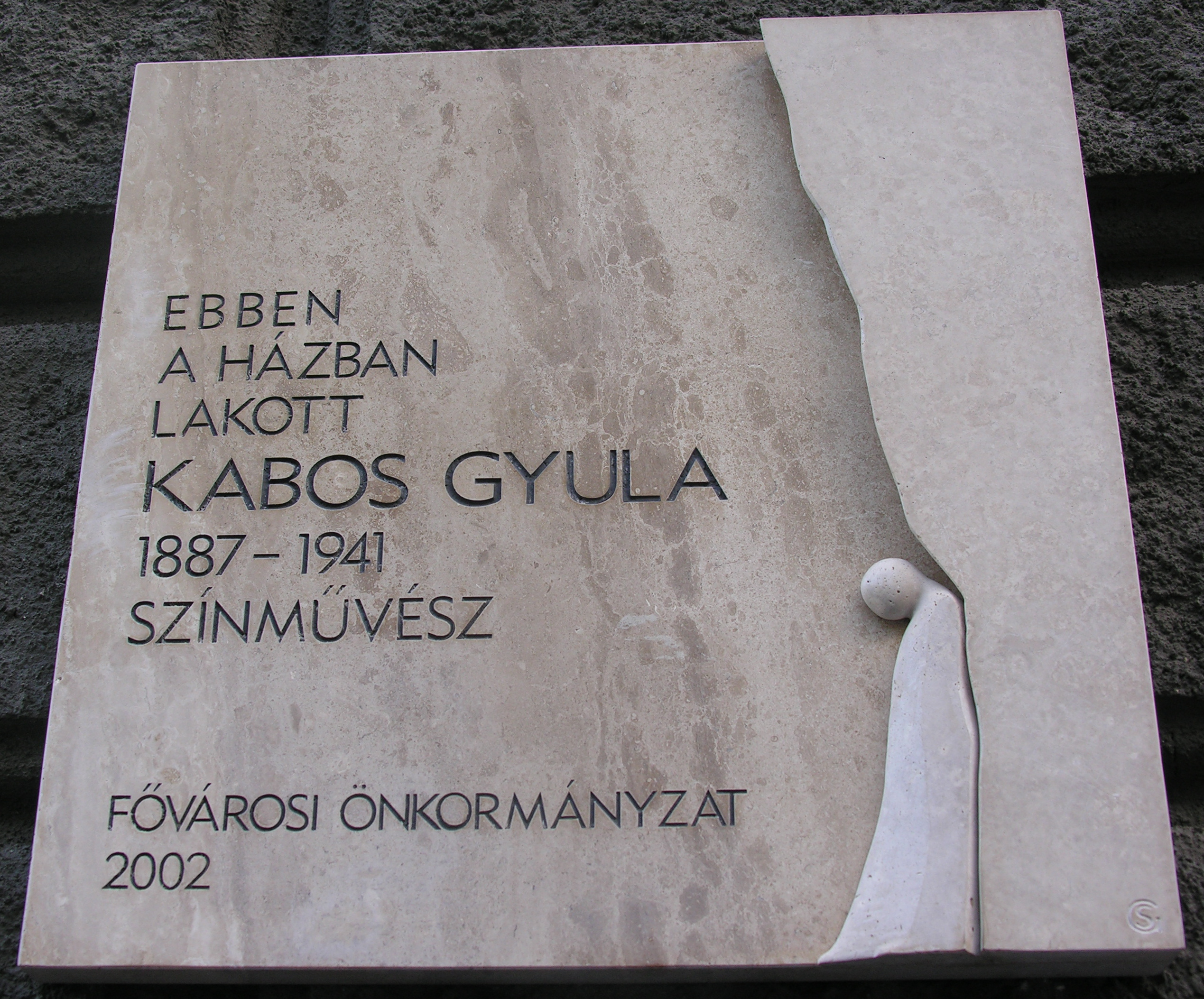
Gedenktafel für Gyula Kabos im Budapester Distrikt VI, Király utca 76

Gyula Kabos absolvierte 1905 die Schauspielschule und war zunächst als Tanzkomiker tätig. In den nächsten Jahrzehnten arbeitete er an vielen Budapester Theatern. Sein Durchbruch als Filmschauspieler kam mit Hyppolit a lakáj (1931). In der Folge drehte Kabos in Ungarn bis 1938 eine Vielzahl von Unterhaltungsfilmen, in denen er meist den „kleinen Mann“ spielte, der sich irgendwie durchs Leben bringt. 1938 wurde Kabos durch die Verabschiedung der ungarischen Rassengesetze an der Arbeit für den Film gehindert. 1939 gelang es ihm, in die USA zu emigrieren, seine Hoffnung, auch hier an vergangene Erfolge anzuschließen, blieb allerdings vergebens. Kabos verarmte und im Herbst 1941 starb er an den Folgen von Pneumonie. 

## Filmografie (Auswahl)
- 1914: Víg egyveleg, avagy Pufi és társai
- 1914: Pufi cipöt vesz
- 1931: Hyppolit a lakáj
- 1931: Ein Auto und kein Geld
- 1934: Márciusi mese
- 1934: Meseautó
- 1935: Ez a villa eladó
- 1935: Címzett ismeretlen
- 1936: Három sárkány
- 1937: Viki
- 1937: Szerelemböl nösültem
- 1938: Pillanatnyi pénzzavar
- 1938: Döntö pillanat
- 1938: Rozmaring
- 1939: Fehérvári huszárok